# Eugeniusz Geno Malkowski
Eugeniusz Geno Małkowski (pron. [ɛu'gɛɲuʂ 'ɡɛnɔ mau'kɔfski]; Gdynia, 5 de septiembre de 1942 - Zamość, 20 de agosto de 2016) fue un pintor polaco, profesor de la UWM en Olsztyn, fundador de asociaciones y grupos artísticos, organizador de exposiciones y popularizador del arte moderno.

## Biografía
Nació en Gdynia. Después de la Segunda Guerra Mundial su familia se trasladó a Lębork. En 1957 empezó la educación artística en el Instituto de Artes Plásticas en Breslavia. Entre 1962 y 1968 estudió pintura en la Academia de Bellas Artes de Varsovia con los profesores Juliusz Studnicki y Artur Nacht-Samborski. En 1969 fundó el grupo artístico Arka y en 1972 lideró su transformación hacia un movimiento generacional más amplio conocido bajo el nombre O poprawę (Por la mejora). Participaron en él muchos pintores polacos de su generación. En los años 80 cofundó el grupo artístico multidisciplirario Świat (El Mundo)  y en los años 90 la asociación artística ARA. Con estos grupos organizó varias exposiciones en Polonia y Francia.

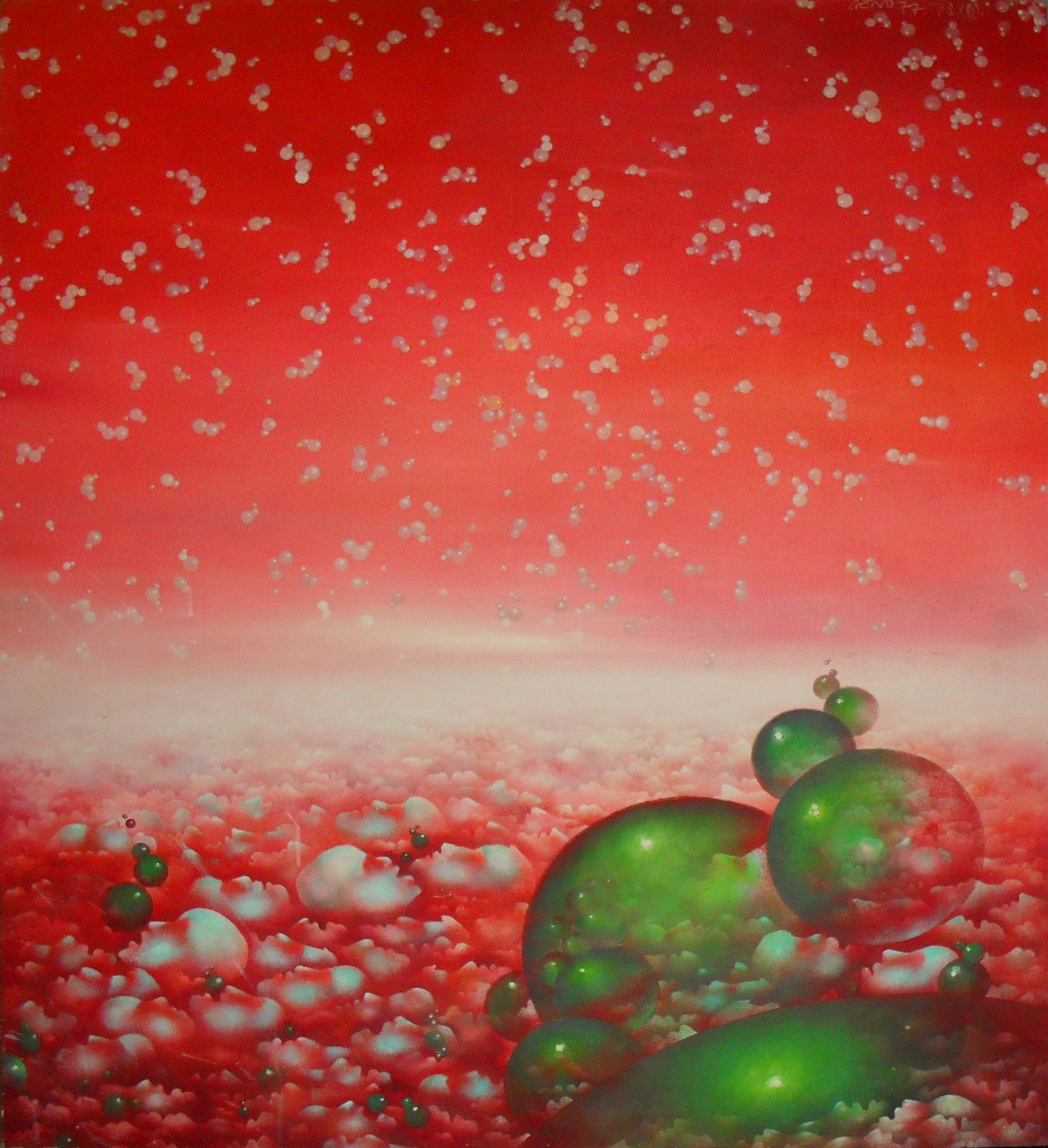
Nuestros Tiempos del ciclo «El Gran Mundo», 1971

Desde 1991 hasta 2012 trabajó como profesor en la UWM en Olsztyn. Desde entonces vivió en Varsovia, donde, en su galería en la calle Brzeska 6, realiza exposiciones periódicas de su obra.
Contó en su trayectoria profesional con más de 100 exposiciones individuales y participó en más de 300 exposiciones conjuntas en Polonia y en el extranjero. Fue el organizador principal de varias exposiciones conjuntas de arte moderno. Sus obras se encuentran en las colecciones de arte moderno de los museos más importantes de Polonia y en colecciones privadas polacas y extranjeras.

## Obra y estilo
Al principio de su carrera su estilo se caracterizó por el empleo de la técnica de grafiti sobre lienzo, método denominado tapping. Pintaba fondos fantasiosos y celestes sobre los cuales replicaba plantillas de perfiles humanos, esferas transparentes y contornos de las manos. Posteriormente añadió otras formas irregulares. Con sus composiciones se acercaba a la abstracción lírica. Los títulos de sus obras eran comentarios metafóricos de la realidad (ciclos: «Wielki Świat» (El Gran Mundo), «Krzyk» (Grito), «Exodus» (Éxodo)).

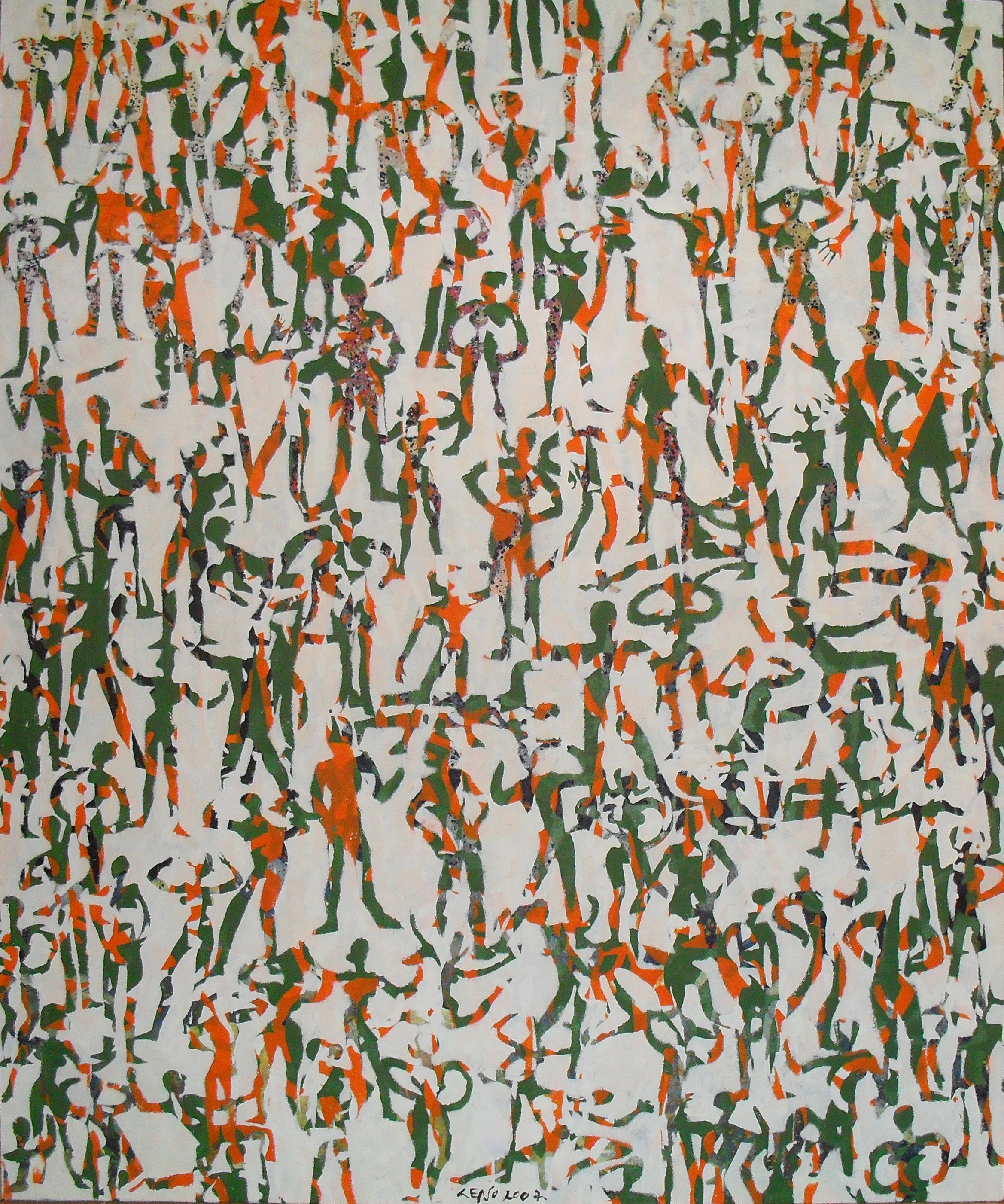
¿Dónde estoy yo? del ciclo «Generaciones», 2007

En los años 80 introdujo en su obra elementos figurativos y empezó a experimentar con la división del espacio de la obra artística (ciclo «Obszary» (Territorios)).  Además recurrió al collage ejecutado sobre lienzo y combinado con el grafiti (ciclo «Współcześni» (Contemporáneos)).
En los años 90 abandonó las técnicas de tapping sustituyéndolas por la denominada pintura rápida. Utilizando las bases del expresionismo abstracto  y del speed painting, reproducía personas y situaciones pintándolas de manera espontánea, automática y casi subconsciente.
A principios del siglo XXI recuperó el uso del grafiti sobre fondos monocromáticos, multiplicando e interponiendo plantillas multicolores del contorno de la silueta humana (ciclo «Pokolenia» (Generaciones)).
Desde 1990 realizó varios happenings con el objetivo principal de popularizar el arte moderno entre el público no especializado. Pintó contrarreloj o invitó a pintar a los espectadores. En 2005, batió el Récord del Libro Guiness de la pintura contrarreloj - 100 cuadros (de 80 por 100 cm) en 24 horas. En 2010, en Olsztyn, expuso una serie de 44 desnudos femeninos pintados en diversas sesiones cortas de pintura rápida y realista. El último desnudo fue pintado por el artista durante la exposición el día de la inauguración. Estas acciones, organizadas y patrocinadas por varios organismos oficiales (galerías, empresas, ayuntamientos etc.), se desarrollaban en centros comerciales o incluso en la calle. Después, las obras resultantes se presentaban en exposiciones formales en galerías.